# جست كوز (لعبة فيديو)
جوست كوز (بالإنجليزية: Just Cause)‏ ، هي لعبة فيديو إلكترونية من نوع مغامرات أكشن، نشرت شركة إيدوس الكندية سنة 2006 وتعمل على عدة أنظمة تشغيل ومنها بلاي ستيشن 2 وإكس بوكس 360.